# لا بورشيري
لا بورشيري (بالفرنسية: La Porcherie)‏ هي إحدى بلديات مقاطعة فيين العليا في منطقة أقطانية الجديدة في غرب وسط فرنسا. تضم محطة لا بورشيري خطوط سكك حديدية إلى بريف لا جيلارد وليموج.